# Barclays
Barclays (рус. Барклейс) — один из крупнейших в Великобритании и мире финансовых конгломератов с широким представительством в Европе, США и Азии. Операции конгломерата осуществляются через дочерний Barclays Bank PLC, являющийся вторым по величине активов банком Великобритании (после HSBC). С 2011 года входит в число глобально системно значимых банков.

## История
Старейший предшественник Barclays был основан в 1690 году лондонскими золотых дел мастерами. Логотип с чёрным орлом у банка появился в 1728 году, а имя Баркли появилось в названии в 1736 году, когда Генри Баркли стал партнёром в банке. С появлением нового партнёра, Джона Триттона, в 1785 году банк стал называться Barclay, Bevan, Bening and Tritton.
Современный банк образован в 1896 году, когда ряд лондонских и провинциальных английских банков, наиболее заметными среди которых были Backhouse’s Bank of Darlington и Gurney’s Bank of Norwich, стал выступать под единой маркой Barclays and Co.
В первой половине XX века Barclays расширялся за счёт поглощений более мелких банков. Наиболее значительными приобретениями были:
- 1918 год — London, Provincial and South Western Bank;
- 1919 год — British Linen Bank[англ.];
- 1925 год — были поглощены Colonial Bank, National Bank of South Africa и Anglo-Egyptian Bank, после чего были объединены в подразделение Barclays Bank (Dominion, Colonial and Overseas), сокращённо Barclays DCO;
- 1938 год — Central Exchange Bank of India, банк, открытый в 1936 году при поддержке Центрального банка Индии.

В 1965 году в Сан-Франциско Barclays открыл первое американское подразделение, Barclays Bank of California.
В 1966 году Barclays выпустил первые в Великобритании кредитные карты, а 27 июня 1967 года банк установил первый в мире банкомат.
В 1969 году Barclays поглотил Martins Bank, в том же году British Linen Bank был продан Банку Шотландии. В 1971 году подразделение Barclays DCO было переименовано в Barclays Bank International, в 1980 году оно расширило сферу деятельности с приобретением American Credit Corporation.
Современная форма организации была образована в 1985 году с объединением Barclays Bank и Barclays Bank International под названием Barclays plc. В 1986 году было образовано инвестиционное подразделение Barclays de Zoete Wedd (BZW), позже ставшее Barclays Investment Bank.
В 1987 году была выпущена первая в Великобритании дебетовая карта Connect. В следующем году было продано калифорнийское подразделение, Barclays Bank of California, на тот момент 17-й крупнейший банк Калифорнии по размеру активов.
В мае 2005 года штаб-квартира Barclays plc была перенесена с Ломбард-стрит в новое 32-этажное здание One Churchill Place в деловом квартале Канэри-Уорф. В середине 2005 года банк приобрёл крупный пакет южноафриканского холдинга ABSA Group.
В 2008 году Barclays plc приобрёл основную часть активов обанкротившегося инвестиционного банка Lehman Brothers, включая его штаб-квартиру в Мидтаун и два дата-центра в Нью-Джерси.
Летом 2012 года банк оказался в центре крупного скандала, когда стало известно, что его сотрудники сознательно участвовали в схеме искажения размера межбанковской ставки LIBOR с целью оптимизации прибыли. В участии в махинациях подозревались также банки Citigroup, J.P. Morgan и Deutsche Bank. В итоге Barclays был оштрафован на 452 млн $ в пользу английских и американских регуляторов рынка. Следствием скандала стал уход в отставку топ-менеджмента банка — председателя правления Боба Даймонда, председателя совета директоров Маркуса Эйджиуса и операционного директора Джерри дель Миссира.
В середине 2017 года была продана часть акций дочерней компании Barclays Africa Group Limited, через которую осуществлялась деятельность в Африке, доля Barclays Plc в ней сократилась с 62,3 % до 14,9 %. На 2016 году в Африке работало 42 800 из 119 300 сотрудников группы Barclays.
В мае 2017 года Британское Управление по борьбе с тяжкими финансовыми преступлениями предъявило обвинения банку и его бывшим топ-менеджерам в мошенническом сговоре для привлечения инвестиций из Катара, позволившее банку избежать национализации в разгар финансового кризиса 2008 года.

## Руководство
- Найджел Хиггинс (Nigel Higgins) — председатель совета директоров с 1 мая 2019 года. До этого 36 лет работал в Rothschild & Co вплоть до поста заместителя председателя.
- Коимбаторе Венкатакришнан (Coimbatore Sundararajan Venkatakrishnan, род. в январе 1966 года) — главный управляющий директор с ноября 2021 года; в Barclays с 2016 года, до этого более 20 лет проработал в JPMorgan Chase[1][2].

## Деятельность
Подразделения Barclays по состоянию на 2023 год:
- Barclays UK — банковские услуги в Великобритании, обслуживает 20 млн частных клиентов и 1 млн предприятий;
- Barclays UK Corporate Bank — обслуживание британских корпораций;
- Barclays Private Bank & Wealth Management — управление частным капиталом британских и зарубежных клиентов;
- Barclays Investment Bank — инвестиционный банк;
- Barclays US Consumer Bank — банковские услуги в США, включая выпуск кредитных карт.

По состоянию на конец 2023 года активы банка составили 1,477 трон фунтов стерлингов, из них на выданные кредиты пришлось 399 млрд, на деривативы — 257 млрд, на наличные и балансы в центральных банках — 225 млрд. Принятые депозиты составили 539 млрд фунтов стерлингов.
В структуре выручки за 2023 год половина пришлась на чистый процентный доход (12,7 млрд из 25,4 млрд фунтов стерлингов), остальное — комиссионные, плата за финансовые услуги и другие виды доходов. Основным регионом деятельности является Великобритания (52 % выручки), далее следуют Америка (32 %, из них США — 31 %), Европа (10 %) и Азия (6 %).
Barclays Bank является одним из пяти участников «Золотого фиксинга», заняв в 2004 году место N M Rothschild & Sons.
В 2010 году в списке 50 самых надёжных банков мира, публикуемом журналом Global Finance, банк помещён на 34 место — второе место среди британских банков после HSBC.
В списке крупнейших публичных компаний мира Forbes Global 2000 за 2023 год Barclays занял 164-е место.
|                     | 2001…  | 2006…  | 2011  | 2012  | 2013  | 2014  | 2015  | 2016  | 2017   | 2018  | 2019  | 2020  | 2021  | 2022  | 2023  |
| ------------------- | ------ | ------ | ----- | ----- | ----- | ----- | ----- | ----- | ------ | ----- | ----- | ----- | ----- | ----- | ----- |
| Выручка             | 13,46… | 19,93… | 32,29 | 25,01 | 27,94 | 25,29 | 25,45 | 21,45 | 21,08  | 21,14 | 21,63 | 21,77 | 21,94 | 24,96 | 25,38 |
| Чистая прибыль      | 1,336… | 5,195… | 3,868 | 0,181 | 1,297 | 0,845 | 0,623 | 1,623 | -1,922 | 1,597 | 2,461 | 1,526 | 6,205 | 5,023 | 4,274 |
| Активы              | 357…   | 997…   | 1589  | 1512  | 1344  | 1358  | 1120  | 1213  | 1133   | 1133  | 1140  | 1350  | 1384  | 1514  | 1477  |
| Собственный капитал | 14,49… | 27,39… | 63,96 | 59,97 | 63,95 | 65,96 | 65,86 | 71,37 | 66,02  | 63,78 | 65,66 | 66,88 | 69,05 | 68,29 | 71,20 |

С 2001 по 2016 год Barclays был титульным спонсором Английской футбольной Премьер-лиги.

## Акционеры
Крупнейшие акционеры Barclays plc по состоянию на 2024 год: BlackRock (8,25 % акций), Dodge & Cox (4,9 %), The Vanguard Group (4,8 %), Causeway Capital Management (3,12 %), Credit Suisse, Investment Banking and Securities Investments (3,20 %), Solium Capital UK (3,14 %), Qatar Investment Authority (2,78 %).

## Дочерние компании
Дочерние компании Barclays PLC помимо Великобритании имеются в Аргентине, Бразилии, Германии, островах Гернси и Джерси, Гонконге, Индии, Индонезии, Ирландии, Испании, Зимбабве, островах Кайман, Канаде, Китае, Республике Корея, Люксембурге, Малайзии, Мавритании, Мексике, Монако, острове Мэн, Нидерландах, Нигерии, Саудовской Аравии, Сингапуре, США (штаты Делавэр, Нью-Йорк, Техас, Калифорния, Кентукки, Северная Каролина, Колорадо), Филиппинах, Франции, Швейцарии, ЮАР, Японии. Наиболее важными из них являются:
- Barclays Bank PLC (Англия, банкинг, холдинговая компания, 100 %);
- Barclays Capital Securities Limited (Англия, операции с ценными бумагами, 100 %);
- Barclays Securities Japan Limited (Япония, операции с ценными бумагами, 100 %);
- Barclays Capital Inc (США, операции с ценными бумагами, 100 %);
- Barclays Services Limited (Англия, финансовые услуги, 100 %);
- Barclays Bank Delaware (США, выпуск кредитных карт, 100 %).

С 2007 по 2016 год в России работало инвестиционное подразделение ООО «Барклайс Капитал». В 2008 году Barclays приобрёл у группы «Петропавловск финанс» 100 % акций российского Экспобанка за 745 млн долларов, преобразованный в ООО «Барклайс Банк» и вошедший во Всемирное подразделение розничных и коммерческих банковских услуг группы Barclays (GRCB) и относившийся к GRCB Western Europe (Всемирное подразделение розничных и коммерческих банковских услуг Западная Европа). Его активы на 2009 год составляли 513 млн фунтов стерлингов (около $820 млн). В конце октября 2011 года Barclays объявила о выходе с российского рынка и продаже ООО «Барклайс Банк» группе инвесторов во главе с одним из совладельцев МДМ банка Игорем Кимом.